# Tagnon
Tagnon é uma comuna francesa na região administrativa de Grande Leste, no departamento das Ardenas. Estende-se por uma área de 23,97 km². Em 2010 a comuna tinha 897 habitantes (densidade: 37,4 hab./km²).